# Yab-yum

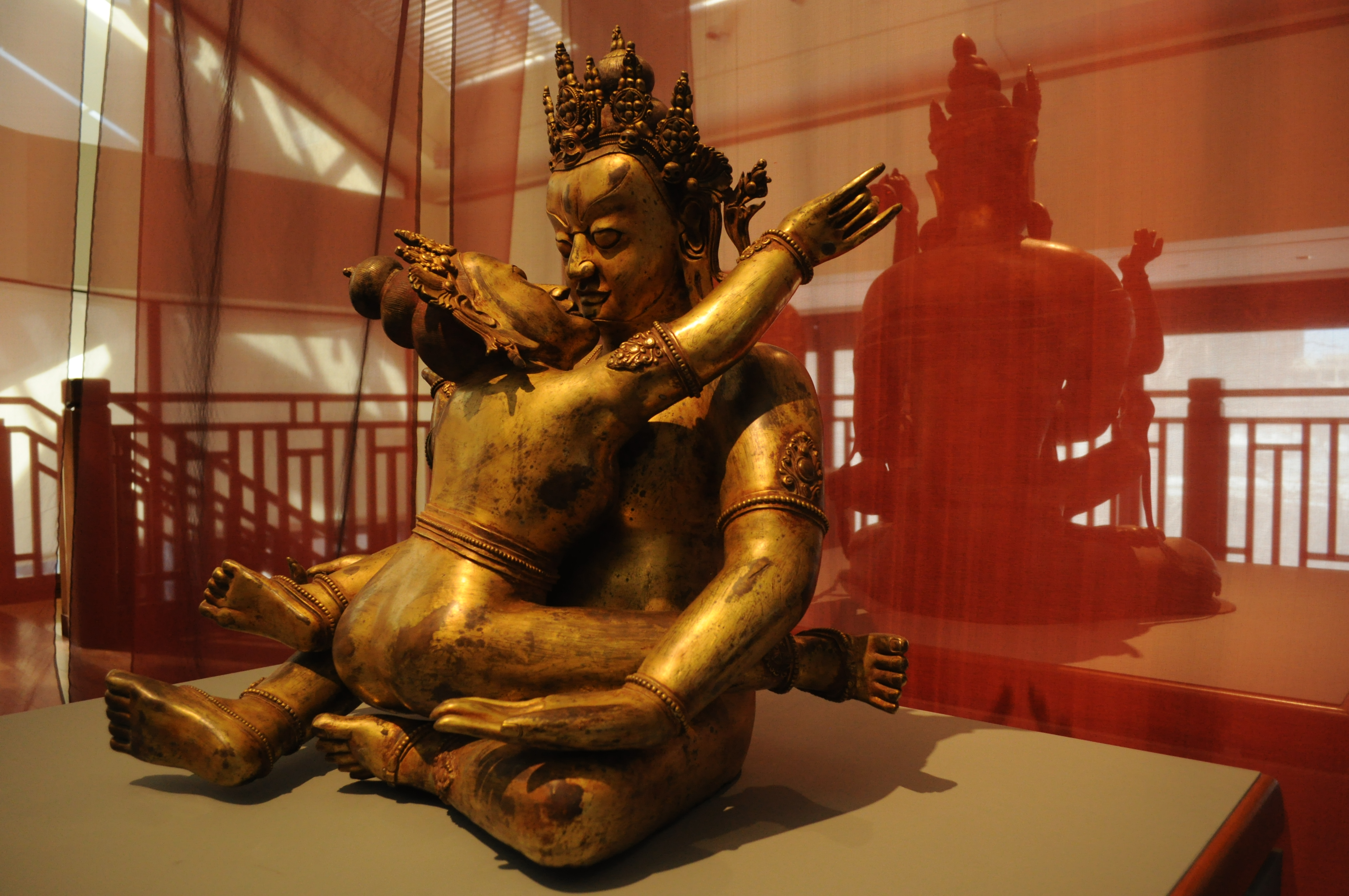
Imagen yab yum

Yab-yum (en idioma tibetano, literalmente, 'padre-madre') es un símbolo común en el arte budista de la India, Bután, Nepal y Tíbet que representa a la deidad masculina en coito sagrado con la deidad femenina, su consorte e igual. A menudo, la deidad masculina está sentado en posición de loto, mientras que su deidad femenina está sentada en su regazo
Su simbolismo está asociado con el Anuttarayoga Tantra; la figura masculina representa la compasión y  la habilidad y la figura femenina representa la visión, percepción, o sabiduría (Prajñā).
El simbolismo de la unión y la polaridad sexual es una enseñanza central en el Tantra, especialmente en el Tíbet. La unión de estas dos fuerzas, es incorporada por los practicantes como una experiencia mística en sus propios cuerpos.
Yab-yum se entiende generalmente para representar a la primordial (o mística) unión de la sabiduría y la compasión. En el budismo la forma masculina es activa, lo que representa la compasión y los medios hábiles (upaya) que tienen que ser desarrollados con el fin de alcanzar la iluminación. La forma femenina es pasiva y representa la sabiduría (prajña), que también es necesaria para la iluminación. Unidos, las figuras simbolizan la unión necesaria para superar los velos de Maya, la falsa dualidad de objeto y sujeto.
Yab-yum también podrá estar representado a través de la anicónica significación del yantra y mandala.